# Olivier Guilmot
Olivier Guilmot (12 juli 1979) is een voormalig Belgisch voetballer. Hij kwam in eerste klasse uit voor RAA Louviéroise en RAEC Mons.

## Carrière
RAA Louviéroise plukte Guilmot in 2002 weg bij derdeklasser R. Francs Borains. Guilmot, commercieel ingenieur van opleiding, groeide langzaam maar zeker uit tot een certitude in de verdediging van de Henegouwse club. In zijn eerste seizoen viel hij tijdens de bekerfinale in de slotfase in voor Manasseh Ishiaku, die met twee doelpunten een aanzienlijk aandeel had in de bekerzege van La Louvière. Guilmot werd uiteindelijk zelfs kapitein bij La Louvière, maar na de zaak-Ye ruilde hij de club samen met Fadel Brahami in voor RAEC Mons.
Guilmot kwam echter geblesseerd toe bij Bergen, waardoor hij nooit echt veel aan spelen toekwam bij de club. Na amper één seizoen trok hij naar tweedeklasser RFC Tournai. Na een korte passage bij Géants Athois, de opvolger van zijn jeugdclub RFC Athois, kwam hij drie seizoenen uit voor Royal Mouscron-Péruwelz. Met de fusieclub werd hij kampioen in Vierde en Derde klasse. In 2013 keerde hij terug naar RFC Tournai, waar hij in 2015 zijn spelerscarrière afsloot.